# Petr Herrmann
Petr Herrman (11. července 1938 Praha – 10. července 2018 Praha) byl český filmový a divadelní herec narozený v Praze. Proslavil se postavou Toníka ve filmu Karla Zemana Cesta do pravěku. Později hrál v různých českých divadlech. Po revoluci se objevil ve filmu Obsluhoval jsem anglického krále Jiřího Menzela a televizním seriálu Horákovi.